# الفوشال

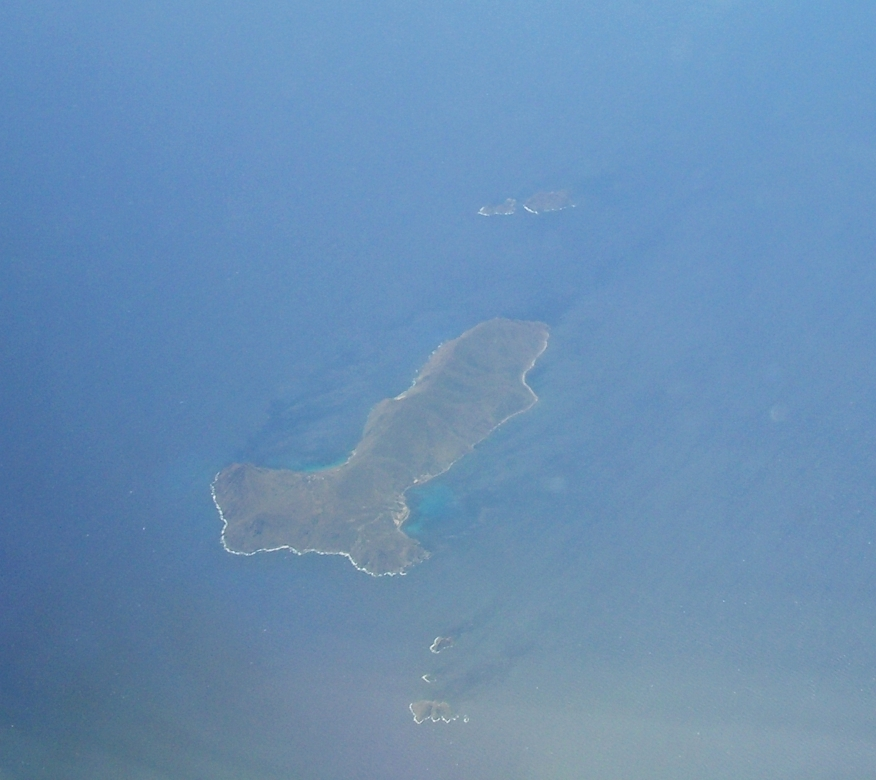
صورة جوية: جزر الكلاب (3 جزر في الأسفل)، جزيرة جالطة (الجزيرة الكبرى في الوسط)، جزيرتا جاليطون والفوشال (في الأعلى)

الفوشال (بالفرنسية: La Fauchelle) هي إحدى الجزر الصغيرة التي تقع على بعد حوالي 2.7 كلم جنوب غربي جزيرة جالطة التونسية وجميعها قبالة الساحل الشمالي تابعة لولاية بنزرت.

## الجغرافيا
- تقع الفوشال إلى جانب جزيرة جاليطون جنوب غربي جزيرة جالطة، وتحتل المرتبة الثالثة من حيث المساحة في الأرخبيل بـ13.6 هكتارا. ويبلغ أقصى ارتفاع فيها 137 متر فوق مستوى البحر.

## البشر
- لا يسكن هذه الجزيرة غير بضعة حراس يقومون بالإشراف على الناظور الذي ينتصب بها. وحتى في الفترات التاريخية السابقة يبدو أنها كانت شبه خالية من السكان على خلاف جزيرة جالطة مثلا.